# گیو (خوسف)
روستای گیو ، روستایی است از توابع بخش جلگه ماژان شهرستان خوسف، واقع در استان خراسان جنوبی که بر اساس سرشماری سال ۱۳۸۵ مرکز آمار ایران، جمعیت آن بالغ بر ۳۱۹ نفر بوده‌است.مردم این روستا کشاورز و دامدار می‌باشند که قسمت زیادی از کشاورزی اینجا زیر نظر بنیاد مستضعفان و جانبازان اداره می‌شود.